# Wolf Heumann
Wolf Heumann war ein Anführer im bayerischen Volksaufstand 1705.
Wolf Heumann war Fähnrich in der bayerischen Armee von Kurfürst Max Emanuel. Christian Probst berichtet, dass der Aufstand im Gericht Schärding erst spät begonnen hat; am 17. November 1705 hatten sich die Bauern um Reichersberg zusammengerottet und sich Waffen beschafft. Später wurden die waffenfähigen Männer der nördlichen Gerichte des Innviertels einberufen. Sie versammelten sich um den 25. November 1705 in St. Marienkirchen, 7 km südlich von Schärding. Dort bestand ein Hauptquartier der Landesdefension, in dem Wolf Heumann das Kommando führte.    
Unter dem Oberkommando von Johann Hoffmann griff Fähnrich Heumann  am 18. Dezember 1705 die kaiserlichen Truppen von Oberst Freiherr de Wendt im Raum Mühldorf am Inn an und brach damit laut Christian Probst den Waffenstillstand von Anzing.